# Pentatló (pista coberta)
El Pentatló en pista coberta és l'única variant de la prova combinada del Pentatló que es practica a l'atletisme actualment. Pertany exclusivament a la categoria femenina i, com el seu nom indica, tan sols a les competicions en pista coberta. Comprèn les mateixes proves que formaven part del Pentatló olímpic que varen disputar les dones en 1976 i 1980, amb la diferència que a la pista coberta es disputa la cursa de tanques de 60 metres i no de 100.

## Proves
- 60 metres tanques
- Llançament de pes
- Salt d'alçada
- Salt de llargada
- 800 metres llisos

## Millors marques
- Actualitzat a març de 2017.[1]

| Pos. | Punts   | Atleta                          | Data           | Seu         | Ref.  |
| ---- | ------- | ------------------------------- | -------------- | ----------- | ----- |
| 1    | 5.013   | Nataliya Dobrynska (UKR)        | 9 març 2012    | Istanbul    |       |
| 2    | 5.000   | Katarina Johnson-Thompson (GBR) | 6 març 2015    | Praga       |       |
| 3    | 4.991   | Irina Belova (RUS)              | 15 febrer 1992 | Berlín      |       |
| 4    | 4.965   | Jessica Ennis (GBR)             | 9 març 2012    | Istanbul    |       |
| 5    | 4.948   | Carolina Klüft (SWE)            | 4 març 2005    | Madrid      |       |
| 6    | 4.927   | Kelly Sotherton (GBR)           | 2 març 2007    | Birmingham  |       |
| 7    | 4.896   | Ekaterina Bolshova (RUS)        | 7 febrer 2012  | Moscou      |       |
| 8    | 4.881   | Brianne Theisen-Eaton (CAN)     | 18 març 2016   | Portland    |       |
| 9    | 4.877   | Tia Hellebaut (BEL)             | 11 febrer 2007 | Gant        |       |
| 10   | 4.870   | Nafissatou Thiam (BEL)          | 3 març 2017    | Belgrad     | [ 2 ] |
| 11   | 4.866   | Svetlana Moskalets (RUS)        | 3 febrer 1995  | Chelyabinsk |       |
| 12   | 4.855   | Tatyana Chernova (RUS)          |                |             |       |
| 13   | 4.850   | Natallia Sazanovich (BLR)       |                |             |       |
| 14   | 4.847   | Anastasiya Mokhnyuk (UKR)       |                |             |       |
| 15   | 4.830   | Nadine Broersen (NED)           |                |             |       |
| 16   | 4.808   | Urszula Włodarczyk (POL)        |                |             |       |
| 17   | 4.805 A | Sharon Day-Monroe (USA)         |                |             |       |
| 18   | 4.802   | Austra Skujyte (LTU)            |                |             |       |
| 19   | 4.801   | Larisa Turchinskaya (RUS)       |                |             |       |
| 19   | 4.801   | Karin Ruckstuhl (NED)           |                |             |       |
| 21   | 4.792   | Olga Kurban (RUS)               |                |             |       |
| 22   | 4.784   | Anna Bogdanova (RUS)            |                |             |       |
| 23   | 4.780   | Sabine Braun (GER)              |                |             |       |
| 24   | 4.775   | Rita Ináncsi (HUN)              |                |             |       |
| 25   | 4.771   | Lyudmyla Blonska (UKR)          |                |             |       |

A - Rècord fet en alçada